# Pertya berberidoides
Pertya berberidoides là một loài thực vật có hoa trong họ Cúc. Loài này được (Hand.-Mazz.) Y.Q.Tseng miêu tả khoa học đầu tiên năm 1985.